# ジャン＝ピエール・メルヴィル
ジャン＝ピエール・メルヴィル（Jean-Pierre Melville、1917年10月20日 - 1973年8月2日）は、フランスの映画監督、脚本家、俳優である。本名はジャン＝ピエール・グランバック（Jean-Pierre Grumbach）であり、筆名はハーマン・メルヴィルに由来している。

## 経歴
1917年10月20日、パリに生まれる。アルザス系ユダヤ人の血を引いている。第二次世界大戦では、レジスタンス運動に参加したのち、イギリスに渡って自由フランスの一員として活動した。戦後は自主制作で映画を作り始めた。1949年、『海の沈黙』で長編映画監督デビュー。その後の監督作品に『恐るべき子供たち』、『この手紙を読むときは』、『賭博師ボブ』、『マンハッタンの二人の男』、『モラン神父』、『フェルショー家の長男』、『いぬ』、『ギャング』、『サムライ』、『影の軍隊』、『仁義』、『リスボン特急』がある。1973年8月2日、パリで死去。55歳没。死因は心臓発作であった。

## フィルモグラフィー

### 長編映画
- ブローニュの森の貴婦人たち Les Dames du bois de Boulogne （1948年） - 出演
- 海の沈黙 Le Silence de la mer （1949年） - 監督・脚本
- オルフェ Orphée （1950年） - 出演
- 恐るべき子供たち Les Enfants terribles （1950年） - 監督・脚本
- この手紙を読むときは Quand tu liras cette lettre （1953年） - 監督
- 賭博師ボブ Bob le flambeur （1956年） - 監督・脚本
- ポケットの恋 Amour de poche （1957年） - 出演
- マンハッタンの二人の男 Deux hommes dans Manhattan （1959年） - 監督・脚本・出演
- 勝手にしやがれ À bout de souffle （1960年） - 出演
- モラン神父 Léon Morin, prêtre （1961年） - 監督・脚本
- 青髭 Landru （1963年） - 出演
- フェルショー家の長男 L'Aîné des Ferchaux （1963年） - 監督・脚本
- いぬ Le Doulos （1963年） - 監督・脚本
- ギャング Le Deuxième Souffle （1966年） - 監督・脚本
- サムライ Le Samouraï （1967年） - 監督・脚本
- 影の軍隊 L'Armée des ombres （1969年） - 監督・脚本
- 仁義 Le Cercle rouge （1970年） - 監督・脚本
- リスボン特急 Un flic （1972年） - 監督・脚本

## 関連文献
- ルイ・ノゲイラ 著、井上真希 訳『サムライ ジャン＝ピエール・メルヴィルの映画人生』晶文社、2003年。
- 古山敏幸『映画伝説 ジャン＝ピエール・メルヴィル』フィルムアート社、2009年。